# Karavelet, Pasinler
Karavelet là một xã thuộc huyện Pasinler, tỉnh Erzurum, Thổ Nhĩ Kỳ. Dân số thời điểm năm 2011 là 234 người.Có độ cao 1.891 mét. Karavelet nằm ở phía tây của Ağcalar, và phía đông bắc của Gerdekkaya.